# برونو بيرييه
برونو بيرييه (بالفرنسية: Bruno Périer)‏ هو لاعب كرة قدم فرنسي في مركز الوسط، ولد في 28 ديسمبر 1966 في Soyaux ‏ في فرنسا. لعب مع نادي لو روتش ونادي نيور.